# Kozue Amano
Pour les articles homonymes, voir Amano.
こずえ 天野
Œuvres principales
Première œuvre : Roman Club
Autres ouvrages :
- Aqua
- Aria
- Amanchu!
- Ohi-sama Egao
- Crescent Noise
- Amano Kozue Tanpenshu

Kozue Amano (天野 こずえ, Amano Kozue) est une mangaka notamment connue pour ses œuvres Aqua, Aria et Amanchu!.

## Manga
- Roman Club - 1995-1998 - 6 Tomes (terminé)
- Mukuukai - Amano Kozue Tanpenshu 1 - 1996 - 1 Tome (terminé)
- Crescent Noise - 1997-2001 - 6 Tomes (terminé)
- Sora no Uta - Amano Kozue Tanpenshu 2 - 1999 - 1 Tome (terminé)
- Ohi-sama Egao - 2000 - 1 Tome (terminé)
- Aqua - 2001 - 2 Tomes (terminé)
- Aria - 2002 - 12 Tomes (terminé, suite d'Aqua)
- Amanchu! - 2008 - 2021
- Colori Colore Creare - 2022 - présent

Les manga de Aqua et Aria étaient publiés en version française chez l'éditeur Kami. Cependant à la suite d'une restructuration, la publication de Aria en France a été stoppée au huitième tome. Aux États-Unis, Aria et Aqua sont édités par Tokyopop.
Amanchu!, de son côté, est licencié en France par Ki-oon, le premier tome est sorti le 10 mars 2011.
C'est avec le manga de Aqua et surtout sa suite, Aria, que Kozue Amano a réellement rencontré le succès. Aria lors de sa publication au Japon se classait régulièrement dans le top 10 des meilleures ventes. Amanchu! depuis ses débuts a aussi rencontré un succès important en se classant également dans les tops 10.
Il faut ajouter aussi de nombreux artbooks (Kozue Amano - Alpha, Cielo & Stella) et poster-books. Après avoir dessiné pour Square Enix (Roman Club, Crescent Noise...), elle travaille ensuite essentiellement pour l'éditeur japonais Mag Garden dont elle est une des auteurs les plus rentables (Aqua, Aria). Amanchu! est notamment prépublié dans une des revues de cet éditeur : le Monthly Comic Blade.

## Anime
Une adaptation à la télévision, en trois saisons, a couronné le succès de Aqua et Aria.
- Aria The Animation - 2005 - 13 épisodes
- Aria The Natural - 2006 - 26 épisodes
- Aria the OVA ~Arietta~ - 2007 - OAV
- Aria The Origination - 2008 - 13 épisodes
- Aria The Avvenire - 2015 - 3 épisodes - OAV

Aria the Origination est licencié en France (et non les deux premières saisons) par l'éditeur français Kazé en juin 2008. L'ensemble de la série est quant à elle licencié aux États-Unis par RIGHT STUF.

## Liens
- Amano Company : site officiel de l'auteur
- (ja) « 『ARIA The BENEDIZIONE』公式サイト », sur ariacompany.net (consulté le 18 février 2024)